# Refuge Capannelle
Il refuge Capannelle è un rifugio alpino a 1.640 metri d'altezza che si trova nel comune di Ghisoni, in Corsica, nella valle del Fiumorbo ai piedi della punta di l'Orienta (2.112 m).